# 上垟镇
上垟镇，是中华人民共和国浙江省丽水市龙泉市下辖的一个乡镇级行政单位。

## 行政区划
上垟镇下辖以下地区：
源底村、木岱口村、黄渡村、五都垟村、五都楼村、岱源村、昌岗村、社口村、木岱村、汤源村、上源村、小黄南村、中村、际岭村、生源村、双际村、丁源村、横店村、共建村和花桥村。